# Albert Grønbæk
Albert Grønbæk Erlykke (* 23. Mai 2001 in Risskov) ist ein dänischer Fußballspieler. Er steht bei Stade Rennes in Frankreich unter Vertrag und ist aktuell an den FC Southampton ausgeliehen. Darüber hinaus ist er dänischer Nationalspieler.

## Karriere

### Verein
Albert Grønbæk wurde in Risskov, rund 5 Kilometer nördlich vom Aarhuser Stadtkern entfernt, geboren und lief zunächst für Vejlby-Risskov Idrætsklub, kurz VRI, einem Partnerklub von Aarhus GF auf, bevor er im Alter von 13 Jahren in die Jugend der Aarhuser wechselte. Dort erhielt er am 6. Januar 2020 einen Profivertrag mit einer Laufzeit bis 2024. Bereits zuvor gab er sein Debüt in der Profimannschaft, als er am 11. September 2019 beim 6:2-Sieg nach Verlängerung in der zweiten Runde des dänischen Pokals bei Marstal/Rise IF in der 111. Minute für Nicolai Poulsen eingewechselt wurde. Am 7. Juni 2020 lief Grønbæk zum ersten Mal in der Superligæn auf, als er beim 3:2-Sieg bei Aalborg BK in der 71. Minute für Benjamin Hvidt eingewechselt wurde und acht Minuten später das Tor zum 3:1 vorbereitete. Diese Partie war das letzte Spiel in der regulären Saison und in der Meisterrunde, für die sich Aarhus GF als Dritter qualifizierte, kam er regelmäßiger zum Einsatz, wobei er zumeist eingewechselt wurde. Mit dem dritten Platz qualifizierte sich der Verein für die erste Qualifikationsrunde zur UEFA Europa League, wo sich Aarhus GF gegen den finnischen Vertreter FC Honka durchsetzte, ehe der Verein in der zweiten Qualifikationsrunde gegen den slowenischen Erstligisten NŠ Mura ausschied. Während der Europatournee kam Albert Grønbæk zu einem Kurzeinsatz gegen den NS Mura. Im Ligaalltag war er nun fester Bestandteil der Profimannschaft und war in der Saison 2020/21 oft zum Einsatz gekommen, wobei er in der regulären Saison oft zur Startelf gehörte. Genau wie in der Vorsaison belegten die Aarhuser den dritten Tabellenplatz und qualifizierten sich für die Meisterrunde, in der der vierte Platz belegt wurde und man sich somit für das Entscheidungsspiel um die Teilnahme an der neugegründeten UEFA Conference League qualifizierte. Dieses gewann Aarhus GF nach Elfmeterschießen und qualifizierte sich somit erneut für den internationalen Wettbewerb, allerdings schied der Verein in der zweiten Qualifikationsrunde gegen den nordirischen Vertreter Larne FC aus. Auch in der folgenden Spielzeit gehörte er weiter zum Stammpersonal und absolvierte 39 Pflichtspiele für den Verein. Im Sommer 2022 nahm ihn dann der amtierende norwegische Meister FK Bodø/Glimt unter Vertrag und wurde hierbei zum größten Verkauf in der Vereinsgeschichte der Aarhuser. In der nordnorwegischen Stadt Bodø erhielt Grønbæk einen Fünfjahresvertrag. Schon bald erkämpfte er sich einen Platz in der Stammelf und wurde dabei meist als zentraler Mittelfeldspieler eingesetzt. Der Verein wurde zum Saisonende norwegischer Vizemeister. Zudem schied Albert Grønbæk mit Bodø/Glimt in der Qualifikation zur Champions League gegen Dinamo Zagreb aus und spielte in der Gruppenphase der Europa League weiter, wo man als Dritter ausschied. Dort bekam man es mit der PSV Eindhoven, dem FC Zürich sowie dem FC Arsenal zu tun. Der Verein kam dann in die Zwischenrunde in der Conference League und strich dort gegen Lech Posen die Segel.
In der Saison 2023 war Grønbæk dann im zentralen Mittelfeld unangefochtener Stammspieler und trug mit neun Toren sowie acht Vorlagen zum Gewinn der norwegischen Meisterschaft bei. Zudem schoss er drei Tore im norwegischen Pokal und schoss somit seine Farben ins Finale, wo sie mit 0:1 gegen Molde FK verloren. Als Vizemeister 2022 nahm FK Bodø/Glimt an der zweiten Qualifikationsrunde zur Conference League teil und warf dort Bohemians Prag 1905 raus. In der Folge setzten sie sich auch gegen den armenischen Klub Pjunik Jerewan und gegen den rumänischen Vertreter Sepsi OSK durch, womit sie sich für die Gruppenphase qualifizieren konnten. Albert Grønbæk und dieseinen spielten dann in der Gruppenphase dann gegen den FC Lugano, gegen den FC Brügge sowie gegen Beşiktaş Istanbul und qualifizierten sich schließlich als Gruppenzweiter für die Zwischenrunde, in der Ajax Amsterdam Endstation bedeutete. Noch im Januar wurde der Vertrag bis 2028 verlängert.
Im Juli 2024 verließ er Norwegen und ging nach Frankreich in die Ligue 1 zu Stade Rennes. In der Bretagne erhielt Grønbæk einen Vertrag für fünf Jahre. Zu Beginn der Saison 2024/25 bestritt er 16 Ligaspiele für Stade Rennes. Im Januar 2025 wechselte er leihweise für ein halbes Jahr zum FC Southampton, wo er verletzungsbedingt einige Spiele verpasste und insgesamt vier Einsätze in der Premier League absolvierte.

### Nationalmannschaft
Im April 2019 lief Albert Grønbæk in zwei Partien während eines internationalen Turniers in Portugal für die dänische U18-Nationalmannschaft auf. Von 2019 bis 2020 absolvierte er vier Spiele für die U19-Nationalmannschaft und schoss dabei ein Tor. Seit 2021 gehörte Grønbæk zum Kader der U21-Nationalmannschaft Dänemarks und erzielte in acht Partien einen Treffer. Am 5. September 2024 machte Grønbæk im UEFA-Nations-League-Spiel gegen die Schweiz sein erstes A-Länderspiel.

## Erfolge
FK Bodø/Glimt
- Norwegischer Meister: 2023